# نسرين علوان
نسرين علوان هي باحثة عراقية في مجال الصحة العامة تحمل الجنسية البريطانية. تتناول أبحاثها صحة الأم والطفل والسُمنة بعد الولادة. تشغل منصب أستاذة الصحة العامة في جامعة ساوثهامبتون، ومنصب مستشار فخري للصحة العامة في مستشفى ساوثهامبتون في المملكة المتحدة.
في عام 2020، اُختيرت ضمن قائمة بي بي سي لأفضل 100 امرأة.

## سيرتها
نالت نسرين علاء الدين علوان بكالوريوس الطب من جامعة بغداد، وشهادة الماجستير والدكتوراة في علم الأوبئة من جامعة نوتنغهام. حصلت على زمالة تدريب في مؤسسة "صندوق ويلكم" لتمويل الأبحاث، كما انضمت لبرنامج تدريب للصحة العامة في يوركشاير والهمبر.
أُصيبت بفيروس كورونا مع انتشاره، مما ألهمها أن تصبح ناشطة صحية على موقع تويتر لزيادة وعي المجتمع حول الجائحة أكثر، وهذا ساهم في قيام المجتمع الطبي بالإهتمام أكثر بالفيروس وأعراض الإصابة به، كما كانت جزءًا من مجموعة من الأطباء الذين كتبوا رسالة إلى الحكومة البريطانية لتحسين البحث والمراقبة لفيروس كورونا. ساهمت ودعمت الجهود التي قامت بها جمعية الأطفال المصابين بكوفيد طويل الأمد [الإنجليزية] الخيرية في اسكتلندا.
نشرت عدة مقالات طبية في مجلة نيتشر، هافينغتون بوست، مجلة ذا لانسيت، المجلة الطبية البريطانية. حازت على وسام رتبة الإمبراطورية البريطانية تقديرًا لإسهاماتها في مجال الطب والصحة العامة خلال الجائحة، في قائمة تكريم الملكة لعام 2021.